# 東日興業
東日興業株式会社（とうにちこうぎょう-）は、かつて存在した日本の映画制作プロダクションである。日本初のアメリカ合衆国との合作映画『東京ファイル212』を製作したことで知られる。
1949年（昭和24年）12月に設立、翌1950年（昭和25年）9月、東日興業スタジオを開設したが、1952年（昭和27年）には東宝資本に売却され、東京映画となって消滅した。

## データ
本店
- 所在地 : 東京都千代田区有楽町1-12 毎日新聞東京本社内[2]
北緯35度40分31.29秒 東経139度45分42.77秒 / 北緯35.6753583度 東経139.7618806度
- 代表 : 鈴木郁三
- 設立 : 1949年（昭和24年）12月

撮影所
- 所在地 : 東京都品川区上大崎2-10-17
北緯35度38分9.70秒 東経139度43分3.70秒 / 北緯35.6360278度 東経139.7176944度
- 開設 : 1950年（昭和25年）9月

## 略歴・概要
1949年（昭和24年）12月、鈴木郁三が東京・有楽町の毎日新聞東京本社内に設立した。鈴木は、前年に東京民報社の代表に就任し、「東京民報」を「東京日日新聞」に、社名も東京日日新聞社に改称した人物で、1946年（昭和21年）には現在の世界文化社の前身となる企業を設立している。同年同月、社内に保険部を設立、損害保険代理業を始める。
翌1950年（昭和25年）初頭、新演伎座と製作提携し、設立第1作『傷だらけの男』の製作に着手する。主演は長谷川一夫、八住利雄のオリジナル脚本を得て、マキノ正博（のちのマキノ雅弘）が監督した。撮影は同年1月に製作を再開した東宝撮影所（現在の東宝スタジオ）を使用しようとしたが、東宝争議以来の荒れ放題で思うようにセットが建たず、有楽町の日本劇場（現在の有楽町センタービル）の地下をスラムに見立てて、ロケセット撮影を行った。同作は、同年4月9日に東宝の配給で公開された。
同年7月、アメリカのNBCテレビが製作したニュース映画を購入する契約を取り付け、その日本版の製作を開始、作品は大映が配給した。同年9月、目黒駅の山手線内側に位置する品川区上大崎二丁目の旧・陸軍大学校の敷地の一部を払い下げ、同地に東日興業スタジオを開設した。同年、アメリカの映画プロデューサーで、フランク・キャプラ監督の『或る夜の出来事』（1934年）に出演したこともあるという俳優のジョージ・ブレイクストンと契約を結び、日本初の日米合作映画『東京ファイル212』の製作に着手する。日本側からは斎藤達雄、灰田勝彦、ハヤフサヒデトらが出演した。翌1951年（昭和26年）1月26日に東京映画配給（現在の東映の前身の一社）が配給して公開された。
同年7月、保険部を切り離し、毎日新聞生協保険部に業務を移管した。この保険部は、現在の毎栄として存続している。
1952年（昭和27年）、同社はスタジオ資産も含めて東宝資本に売却され、東宝は東京映画を設立、東日興業スタジオは東京映画撮影所（のちの日映新社撮影所）と名称を変更した。

## フィルモグラフィ
- 『傷だらけの男』 : 監督マキノ正博、1950年 - 共同製作新演伎座、配給東宝
- 『毎日NBCテレビニュース』 : ニュース映画、1950年 - 1952年 - 配給大映
- 『東京ファイル212』 : 監督スチュアート・マックガワン、1951年 - 共同製作ブレイクストン・プロダクション、配給東京映画配給